# Güesa

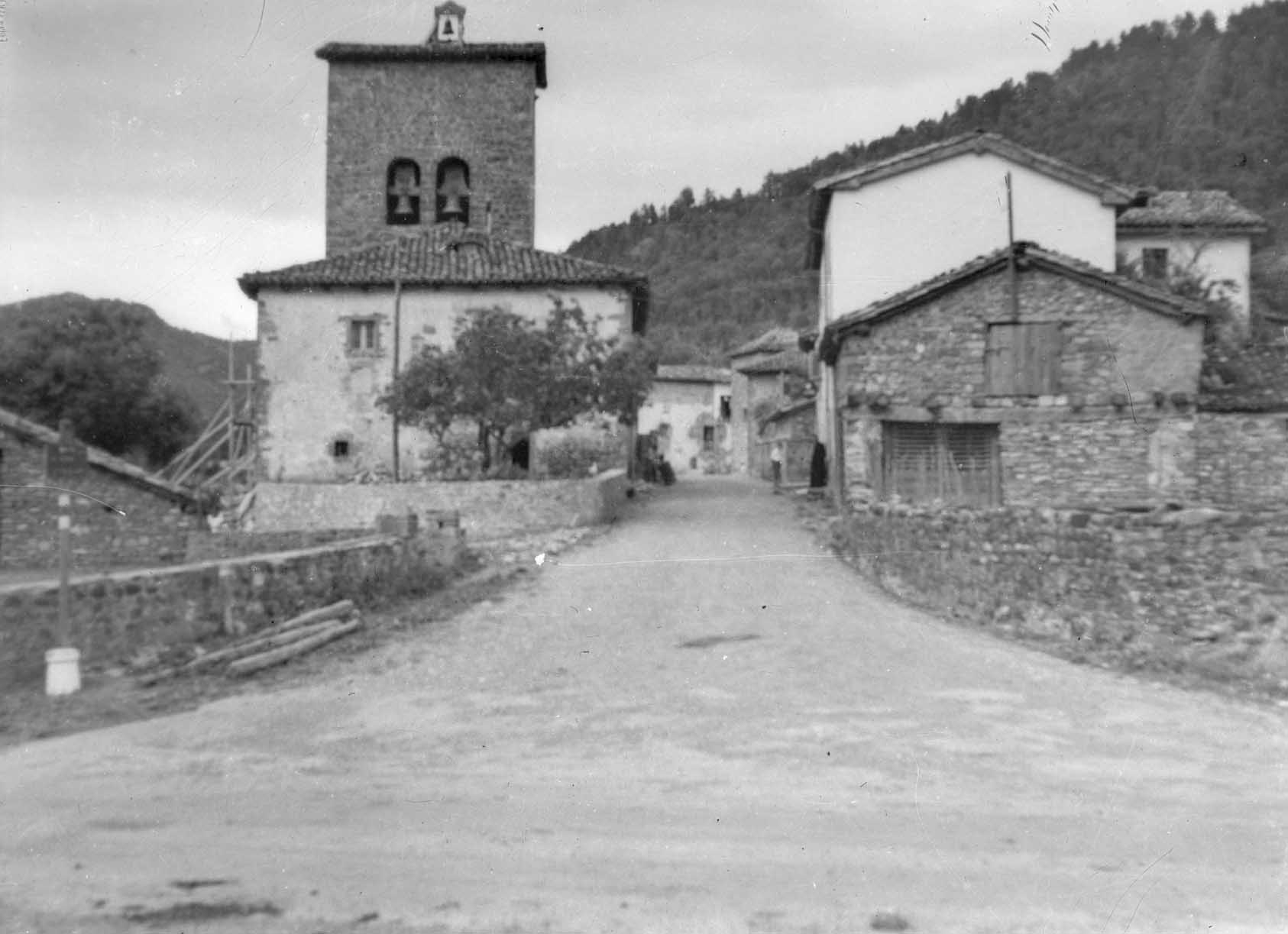
Fotografía de Indalecio Ojanguren en 1955

Güesa (cooficialmente en euskera: Gorza) es una villa y municipio español de la Comunidad Foral de Navarra, situado en la Merindad de Sangüesa, en el valle de Salazar y a 72 km de la capital de la comunidad, Pamplona. Su población en 2024 fue de 35 habitantes (INE). 
El municipio está compuesto por 2 concejos: Güesa e Igal y un lugar habitado: Ripalda.
Su gentilicio es gorztarra, tanto en masculino como en femenino.
En el ámbito histórico destaca por suceder aquí la primera batalla de la Primera Guerra Carlista conocida en Europa, enfrentándose en esta los victoriosos 1500 hombres del carlista Zumalakarregi contra los 5000 liberales del general Valdés.

## Símbolos
El escudo de armas de Güesa tiene el siguiente blasón:

Trae de gules y un lobo de sable con las uñas doradas, que tiene atravesado en la boca un cordero de plata con los cuernos dorados.

Este escudo es el blasón privativo del valle de Salazar y al propio tiempo de cada uno de sus pueblos. Simboliza la naturaleza ganadera del valle y la necesidad de defender los animales de los ataques de los lobos.

## Geografía
Güesa está situado en la parte Nordeste de la Comunidad Foral de Navarra y sur del Valle de Salazar a una altitud de 656 m s. n. m. Su término municipal tiene una superficie de 26,84 km² y limita al norte con el municipio de Sarriés, al este con el de Vidángoz y al Sur y Oeste con el de Gallués.

## Demografía
Güesa cuenta con una población de 35 habitantes (INE 2024).
| Gráfica de evolución demográfica de Güesa entre 1842 y 2021 |
| |
| Población de derecho según los censos de población del INE Población de hecho según los censos de población del INEEn estos censos se denominaba Güesa: 1842, 1857, 1860, 1877, 1887, 1897, 1900, 1910, 1920, 1930, 1940, 1950, 1960, 1970, 1981 y 1991 Entre el censo de 1857 y el anterior, crece el término del municipio porque incorpora a 315052 (Igal) |

El municipio se divide en las siguientes entidades de población, según el nomenclátor de población publicado por el INE (Instituto Nacional de Estadística). Los datos de población se refieren a 2014
| Entidad de población | Población (2014) |
| -------------------- | ---------------- |
| Güesa                | 26               |
| Igal                 | 16               |
| Ripalda              | 3                |